# برنهارت پانکوک
برنهارت پانکوک (آلمانی: Bernhard Pankok؛ زادۀ ۱۶ مهٔ ۱۸۷۲ میلادی – درگذشتۀ ۵ آوریل ۱۹۴۳ میلادی) معمار، نقاش، استاد دانشگاه، طراح گرافیک و تصویرگر اهل آلمان بود.
او عضو افتخاری آکادمی هنرهای زیبای مونیخ بوده‌ است.
آکادمی دولتی هنرهای زیبای اشتوتگارت او را در هفتادمین سالگرد تولدش به عضویت افتخاری منصوب کرد.

## کتابشناسی
- هرمان گرچ: «به یاد برنهارت پانکوک: سخنرانی به مناسبت جشن فارغ‌التحصیلی در آکادمی هنرهای زیبا در اشتوتگارت در ۱۴ مه ۱۹۴۳». اشتوتگارت، ۱۹۴۳.
- هانس کلایبر: «برنهارت پانکوک: تصویر زندگی». اشتوتگارت: آکادمی دولتی هنرهای زیبا اشتوتگارت، ۱۹۸۱.
- ولفگانگ کرمر (ویرایش): «بین هنر کتاب و طراحی کتاب: طراحان کتاب از آکادمی و مدرسه هنرها و صنایع دستی سابق در اشتوتگارت: نمونۀ آثار و متون». کانتز: استفیلدرن-روت، ۱۹۹۶. شابک: ۳-۸۹۳۲۲-۸۹۳-۴.
- آندره‌آ تیتزه: «پانکوک، برنهارت ویلهلم ماریا». در: «بیوگرافی جدید آلمانی ۲۰»، دونکر و هومبلوت، برلین ۲۰۰۱؛ ص. ۳۲ اف. شابک: ۳-۴۲۸-۰۰۲۰۱-۶.